# Otto Hölke
Otto Hölke (* 21. Juli 1938) ist ein ehemaliger deutscher Handballspieler.

## Leben
Hölke wurde als Jugendlicher mit einer Weite von 54 Metern Bezirksmeister im Speerwurf. Er ging 1959, aus Kamminke von der Insel Usedom kommend, nach Leipzig, um an der Deutschen Hochschule für Körperkultur (DHfK) zu studieren, nachdem er der den gewünschten Studienplatz in Greifswald nicht erhalten hatte. Der 1,75 Meter große Spieler war bei den Handballern von Einheit Ahlbeck im Rückraum eingesetzt worden, beim SC DHfK Leipzig besetzte er die rechte Außenposition, obwohl er Rechtshänder war. Er bestritt sieben Länderspiele für die Deutsche Demokratische Republik. DDR-Meister wurde er mit Leipzig in den Jahren 1959, 1960, 1961, 1962, 1965 und 1966. 1965 schloss Hölke sein Studium mit der Diplomarbeit „Die Gestaltung von Leistungskontrollen für den Torwurf im Hallenhandball“ ab.
Hölke, der 1966 mit Leipzig den Europapokal der Landesmeister gewann, noch bis 1969 für den SC DHfK spielte und für seine waghalsigen Sprünge in den Kreis bekannt war, wurde beruflich als Sportlehrer an der Karl-Marx-Universität Leipzig tätig.
1980 kehrte er nach einem Besuch seiner in Schweden lebenden Geschwister nicht in die Deutsche Demokratische Republik zurück, sondern blieb zunächst noch eine Woche in Schweden, ehe er nach Hamburg in die Bundesrepublik ging. 2003 zog Hölke zurück auf die Insel Usedom.